# Карабайо (язык)
Карабайо («Amazonas Macusa», Aroje, Carabayo, Yuri) — неклассифицированный, находящийся под угрозой исчезновения индейский язык, на котором говорит неконтактный народ карабайо, который проживает в длинных домах на полпути между реками Пуре и Сан-Бернандо департамента Амасонас в Колумбии. Названия «макуса» или «маку» (дикарь) применяется произвольно к неконтактным группам.
Согласно результатам исследований немецких и колумбийских учёных, карабайо относится к тыкуно-юрийской семье.